# Orange Park Acres
Orange Park Acres é uma comunidade não-incorporada localizada no Estado americano da Califórnia, no Condado de Orange. Situa-se próximo à cidade de Orange.
É limitada ao norte pela Santiago Canyon Road e ao sul pela Chapman Avenue. Possui um shopping center e algumas áreas para prática de hipismo.
Sua população é de aproximadamente 5.500 habitantes, e é composta principalmente por residentes de classe média-alta.